# 125P/Spacewatch
Комета Spacewatch 1 (125P/Spacewatch) — короткопериодическая комета из семейства Юпитера, которая была обнаружена 8 сентября 1991 года американским астрономом Томом Герельсом с помощью 0,91-метрового телескопа системы Шмидта в обсерватории Китт-Пик в ходе выполнения работ в рамках проекта Spacewatch. Она была обнаружена в созвездии Водолея и была описана как преимущественно звёздоподобный объект 21,1 m звёздной величины и небольшим хвостом, длиною 5 ' угловых минут. Она была обнаружена на расстоянии 1,7 а. е. от Земли, вскоре после прохождения перигелия, и была отмечена, как самая слабая комета из когда-либо обнаруженных. Комета обладает довольно коротким периодом обращения вокруг Солнца — чуть более 5,5 лет.

Орбита кометы Spacewatch 1 и её положение в Солнечной системе

Вскоре после открытия, британский астроном Брайан Марсден, используя 15 позиций, полученных в период с 8 по 12 сентября 1991 года, вычислил эллиптическую орбиту кометы, согласно которой она прошла перигелий 22 декабря 1990 года на расстоянии 1,541 а. е. от Солнца и имела орбитальный период 5,59 года. В последний раз комета наблюдалась 9 ноября 1991 года Б. Э. А. Мюллером с помощью 2,1-метрового рефлектора обсерватории Китт-Пик на расстоянии 2,5 а. е. от Земли и 3,03 а. е. от Солнца с магнитудой 22,0 m.
В следующий раз комета была обнаружена 11 марта 1996 года японским астрономом Цутому Сэки за три месяца до прохождения перигелия и наблюдалась ещё три месяца после, — до 2 сентября. Хотя ожидалось, что во время этого возвращения яркость кометы не превысит 16,0 m звёздную величину, во второй половине июля 1996 года она пережила вспышку, во время которой её магнитуда поднималась почти до 14,5 m. Возвращение 2002 года охватывало примерно такой же по длительности период наблюдений: с 12 марта по 4 сентября. В этот раз максимальная магнитуда кометы достигла значения 18,0 m.

## Сближения с планетами
В течение XX века комета трижды подходила к Юпитеру ближе, чем на 1 а. е. В XXI веке ожидается ещё четыре подобных сближения.
- 0,64	а. е. от Юпитера 7 сентября 1952 года;
- 0,69	а. е. от Юпитера 15 сентября 1964 года;
- 0,84	а. е. от Юпитера 11 февраля 1977 года;
- 0,93	а. е. от Юпитера 27 июля 2059 года;
- 0,76	а. е. от Юпитера 5 сентября 2071 года;
- 0,74	а. е. от Юпитера 16 октября 2083 года;
- 0,85	а. е. от Юпитера 14 июня 2095 года.